# Llavor híbrida
En l'agricultura i la jardineria, les llavors híbrides són llavors produïdes per pol·linització creuada de plantes. Les llavors híbrides es comercialitzen i es fan créixer per aprofitar l'heterosi o vigor híbrid i així obtenir plantes amb una major producció, millor color i resistència a la malaltia. A més, a més, pel mètode de creació utilitzat -a partir de dues soques homozigotes- són més uniformes. Actualment, les llavors híbrides són predominants en l'agricultura i la jardineria són un dels principals factors causant de l'elevada taxa de producció dels productes agrícoles assolida a la segona meitat del segle xx. Als EUA, la primera venda comercial de les llavors híbrides va ser el 1926 amb un tipus de blat de moro.
La collita obtinguda no se sol replantar l'any següent per què la següent generació ja tindrà una part important del genoma en heterozigosi i, per tant, hauran perdut una quantitat important de les característiques que els aporta la hibridació. Això fa que es comprin de nou cada any, motiu pel qual hi ha empreses multinacionals especialitzades en la seva producció i venda.